# Flesh and Bones (collection)
Pour l’article homonyme, voir Flesh and Bone.

Flesh and Bones (stylisé « Flesh & Bones ») est une collection de one shot en noir et blanc avec couverture souple publiée par Glénat Comics, appartenant à différents genres comme fantastique, horreur, polar, science-fiction, thriller, etc. Il s’agit des histoires terrifiantes style Creepy ou Eerie, ces deux magazines spécialisés dans les comics d'horreur entre les années 1960 et 1980.

## One shots publiés
- 50, Glénat, Flesh and Bones, octobre 2016
Scénario : Rémi Guérin - Dessin : Alexis Sentenac -  (ISBN 978-2-3440-1009-9)
- Blood Red Lake, Glénat, Flesh and Bones, octobre 2016
Scénario : Christophe Bec - Dessin : Renato Arlem -  (ISBN 978-2-3440-1008-2)
- Cœurs gelés, Glénat, Flesh and Bones, juin 2020
Scénario : Giovanna Furio - Dessin : Gianluca Gugliotta -  (ISBN 978-2-344-02215-3)
- Escape This, Glénat, Flesh and Bones, mars 2018
Scénario : Stéphane Betbeder - Dessin : Federico Pietrobon -  (ISBN 978-2-3440-1659-6)
- Éternel Hiver, Glénat, Flesh and Bones, avril 2018
Scénario : David Munoz - Dessin : Rafael Vargas -  (ISBN 978-2-3440-1651-0)
- Jackal, Glénat, Flesh and Bones, juin 2018
Scénario : Philippe Thirault - Dessin : Brice Bingono -  (ISBN 978-2-3440-1010-5)
- Placerville, Glénat, Flesh and Bones, avril 2018
Scénario : Christophe Bec - Dessin : Cyrille Ternon -  (ISBN 978-2-3440-1470-7)
- Le Signe, Glénat, Flesh and Bones, mars 2016
Scénario : Philippe Thirault - Dessin : Manuel Garcia -  (ISBN 978-2-3440-0903-1)
- Sonar, Glénat, Flesh and Bones, mars 2016
Scénario : Sylvain Runberg - Dessin : Chee Yang Ong -  (ISBN 978-2-3440-0545-3)
- Sunlight, Glénat, Flesh and Bones, octobre 2014
Scénario : Christophe Bec - Dessin : Bernard Khattou -  (ISBN 978-2-7234-9793-0)
- Voraces, Glénat, Flesh and Bones, juin 2020
Scénario : Christophe Bec - Dessin : Stefano Landini -  (ISBN 978-2-344-01977-1)
- Voyage au pays de la peur, Glénat, Flesh and Bones, octobre 2016
Scénario : Rodolphe - Dessin : Jean-Jacques Dzialowski -  (ISBN 978-2-3440-0904-8)
- Winter Station, Glénat, Flesh and Bones, mars 2018
Scénario : Christophe Bec - Dessin : Cristi Pacurariu -  (ISBN 978-2-3440-1660-2)

## Série publiée
Bikini Atoll
- Bikini Atoll, Glénat, Flesh and Bones, mars 2016
Scénario : Christophe Bec - Dessin : Bernard Khattou -  (ISBN 978-2-3440-0581-1)
- Bikini Atoll 2, Glénat, Flesh and Bones, juin 2018
Scénario : Christophe Bec - Dessin : Bernard Khattou -  (ISBN 978-2-344-02323-5)
- Bikini Atoll 2, seconde partie, Glénat, Flesh and Bones, juillet 2019
Scénario : Christophe Bec - Dessin : Bernard Khattou -  (ISBN 978-2-344-02421-8)

### Internet
- Gilles Ratier, Flesh & Bones : la collection terrifiante de Glénat Comics… sur BDZoom (7 mars 2016)